# Sint-Laurentiuskerk (Bocholt)

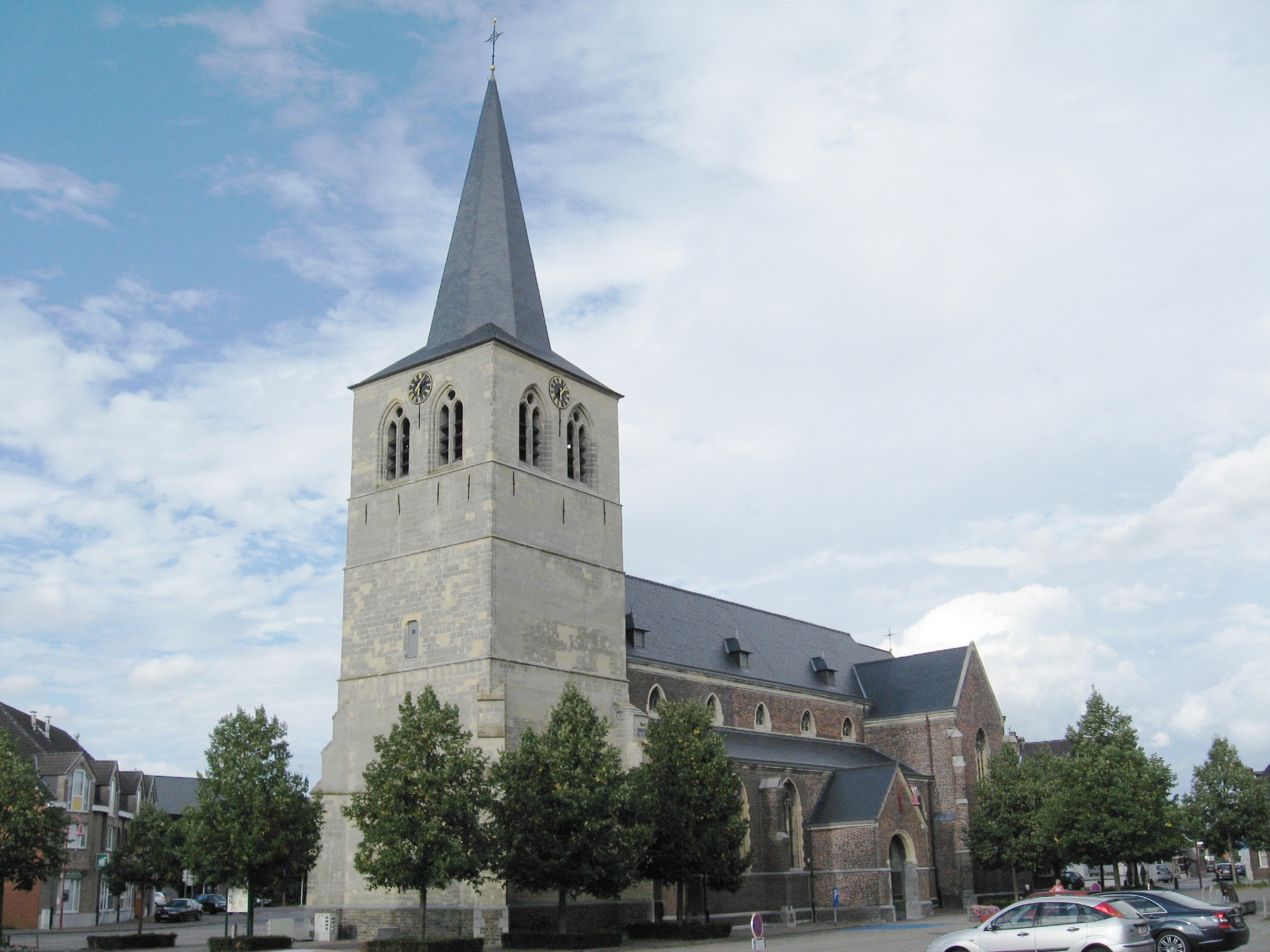
De Sint-Laurentiuskerk

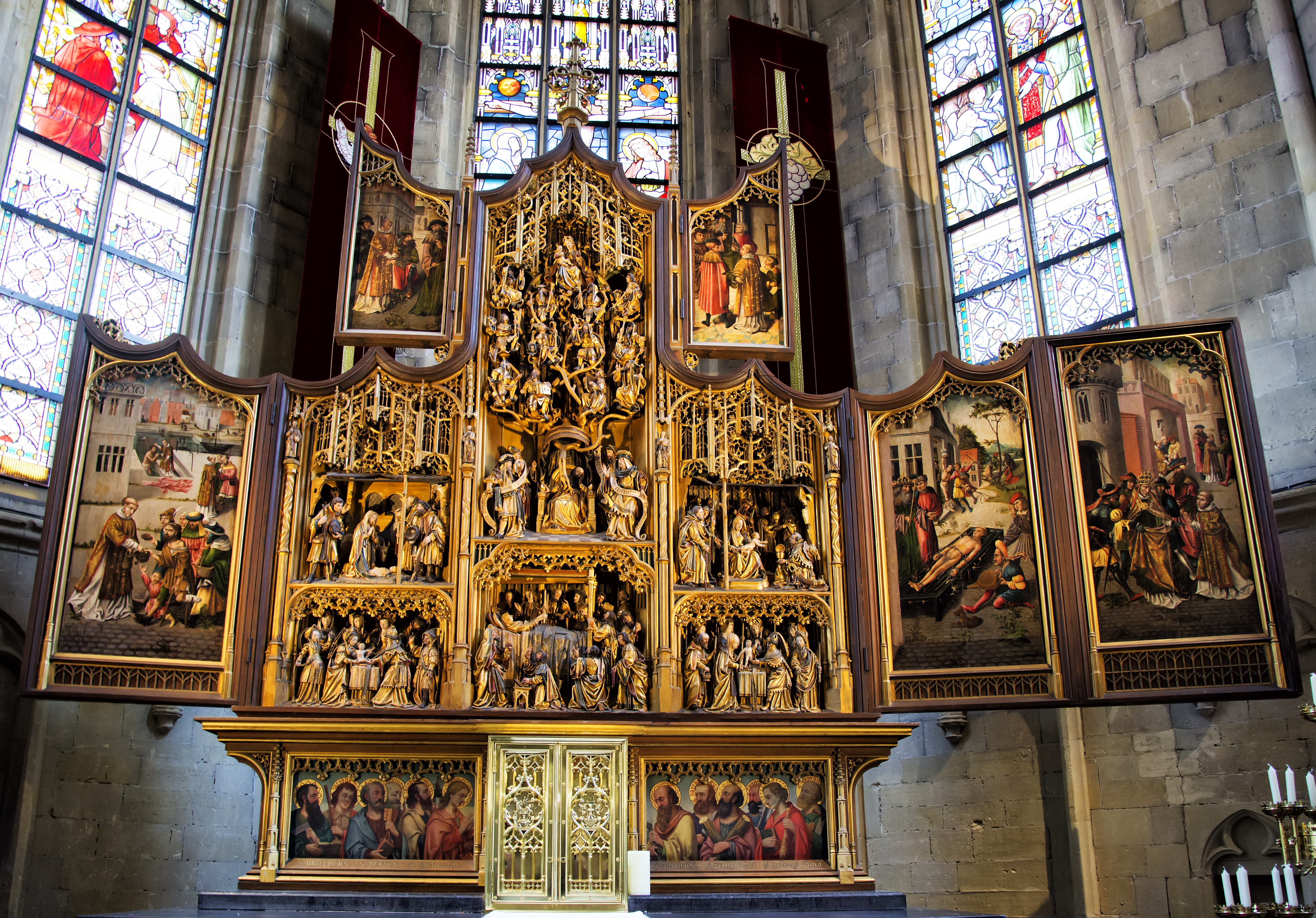
Antwerps retabel (ca.1525) met geschilderde zijluiken, toegeschreven aan Colijn de Coter

De Sint-Laurentiuskerk (ook: Sint-Laurenskerk) is de parochiekerk van de Belgische plaats Bocholt.

## Geschiedenis
Op de plaats van deze kerk bestond reeds een romaanse kerk, en deze werd waarschijnlijk verwoest in 1360, toen het Prinsbisdom Luik een strijd voerde om het bezit van het Graafschap Loon. Het patronaatsrecht was in handen van de Abdij van Herkenrode. Reeds eind 14e eeuw begon men met de bouw van de laatgotische kerk.
De huidige Sint-Laurentiuskerk is een laatgotische kruisbasiliek. De toren kwam gereed in 1411 en is opgetrokken in Maaslandse mergelsteen. Het schip kwam gereed in 1476 en heeft buitenmuren uit baksteen, terwijl de binnenmuren evenals de toren uit mergelsteen bestaan. De kerk werd omstreeks 1585 geplunderd door troepen van Willem van Oranje. In 1608 woedde er een wervelstorm, waarbij de torenspits afbrak en in de middenbeuk viel. Herstel van het schip liet lang op zich wachten en definitief herstel vond vermoedelijk pas omstreeks 1720 plaats.
In 1910 werd de kerk vergroot met twee traveeën, waartoe de toren over een afstand van 9,4 meter moest worden verplaatst. Hiertoe werd de hulp van de Amerikaanse ingenieur Henry Weiss ingeroepen. Van dit voor die tijd unieke evenement zijn een aantal herinneringen bewaard gebleven.
Op 13 september 1944 werd het dorp door de Duitsers in brand gestoken. Tal van kerkschatten gingen daarbij verloren. De kerk werd in 1950 herbouwd onder leiding van architect Van den Dael.

## Interieur
De kerk bevat een aantal merkwaardige kunstschatten: 
- Het neogotisch hoogaltaar
- Op dit altaar bevindt zich een gebeeldhouwd Antwerps retabel uit omstreeks 1525 (Vlaamse Meesters in Situ) [2], bestaande uit 77 beeldjes, voorstellend zes taferelen uit het leven van Onze-Lieve-Vrouw. De samenvoeging van het retabel met beschilderde luiken is het werk van de Antwerpse beeldhouwer Pierre Peeters (1841-1925) die bij het begin van de 20e eeuw het geheel restaureerde. De luiken tonen onder meer episoden uit het leven van Sint-Laurentius. Ze zijn toegeschreven aan Colijn de Coter. Dit retabel is opgenomen in de Vlaamse topstukkenlijst en rust op een predella met apostelfiguren, geschilderd in 1905 door kunstenaar Maillard uit Antwerpen.[3]
- Een sacramentstoren van messing uit omstreeks 1500, waarschijnlijk van de Maastrichtse geelgieter Aert van Tricht, ook opgenomen in de Vlaamse topstukkenlijst.
- Twee biechtstoelen en een negental heiligenbeelden waaronder een beeld van Laurentius van Rome van de Meester van Elsloo
- Een meer dan twee meter hoog beeld van de Heilige Christoffel, toegeschreven aan Jan van Steffeswert.

## Galerij

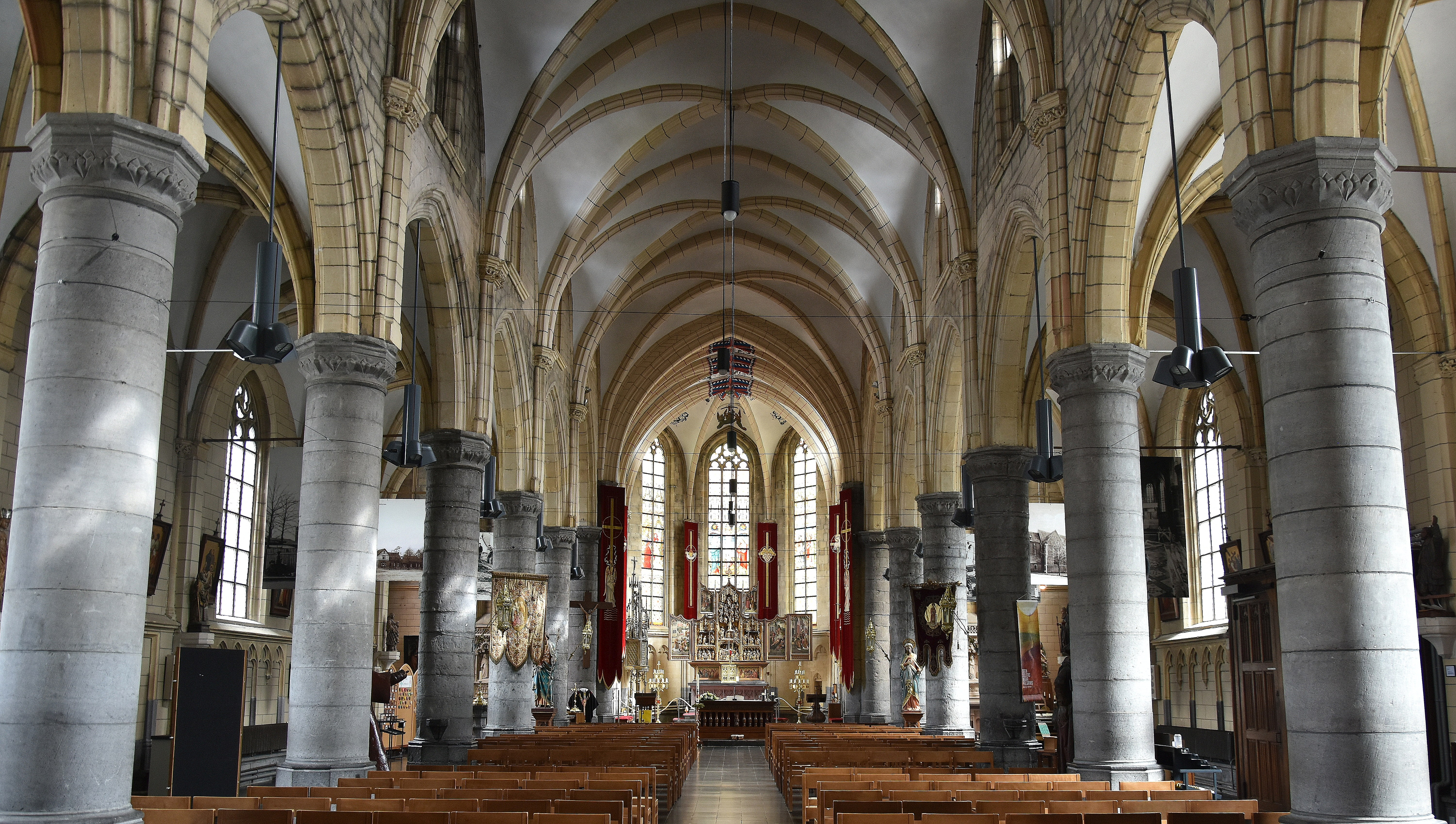
Schip en priesterkoor
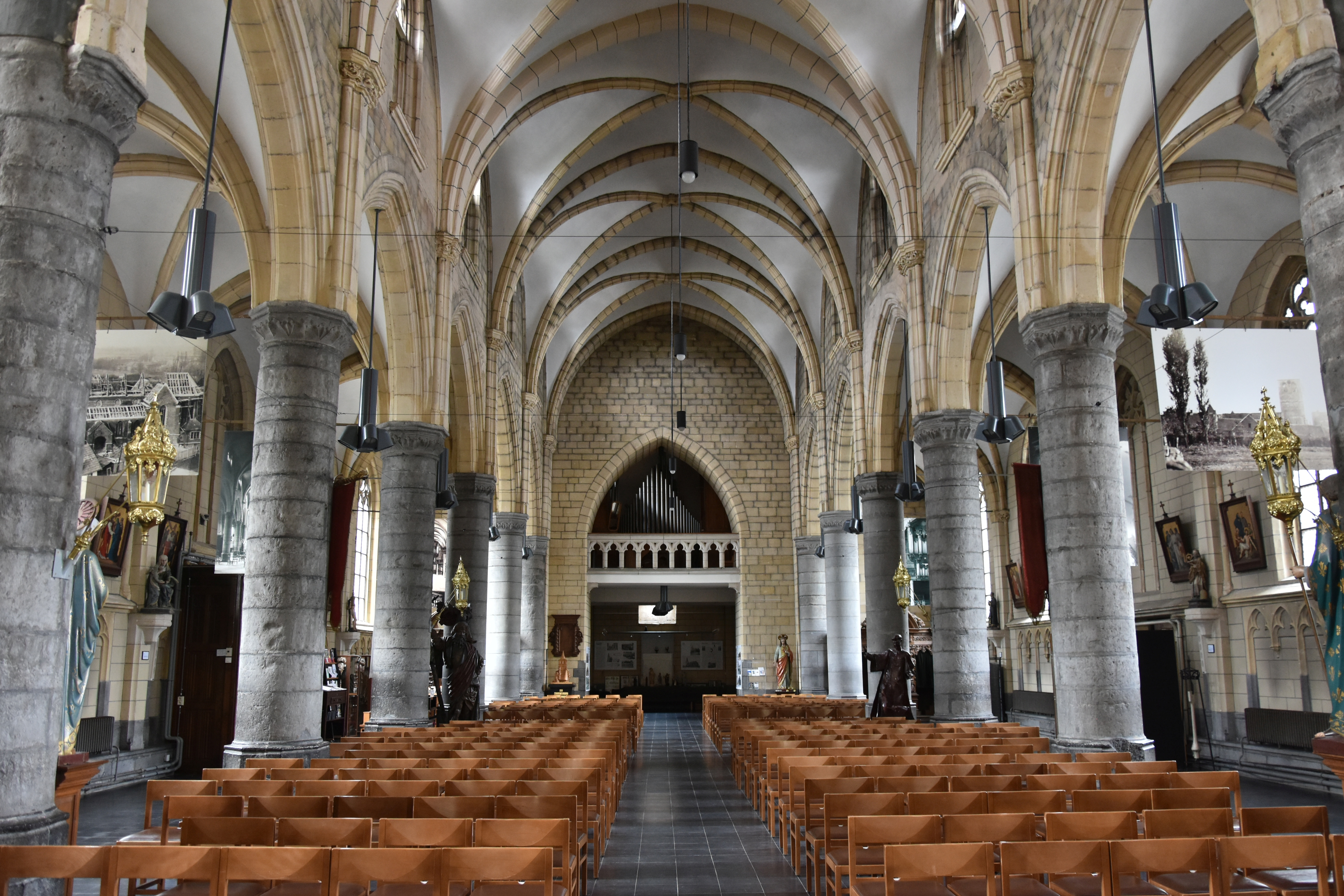
Achterzijde schip en orgel
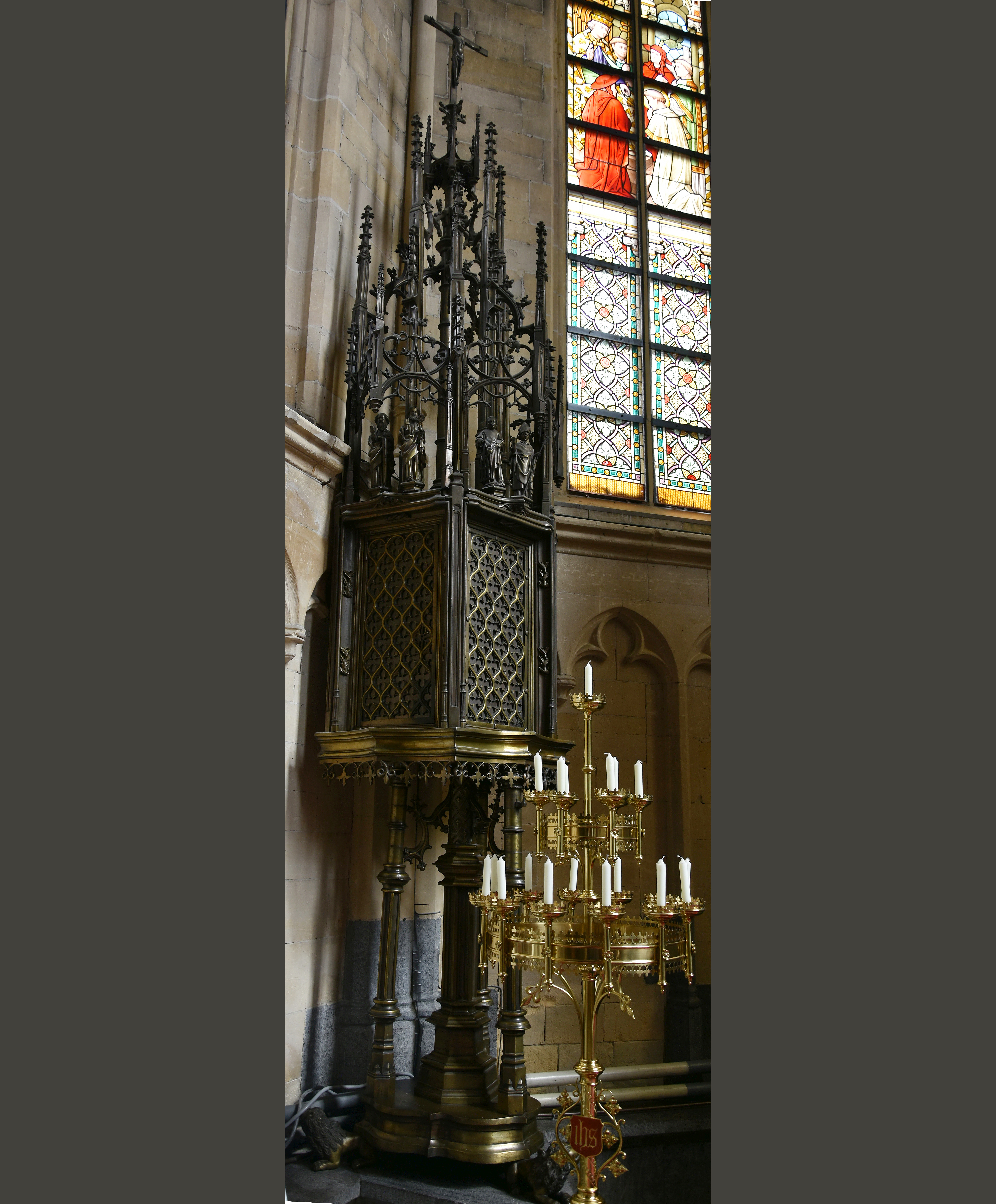
Sacramentstoren door Aert van Tricht
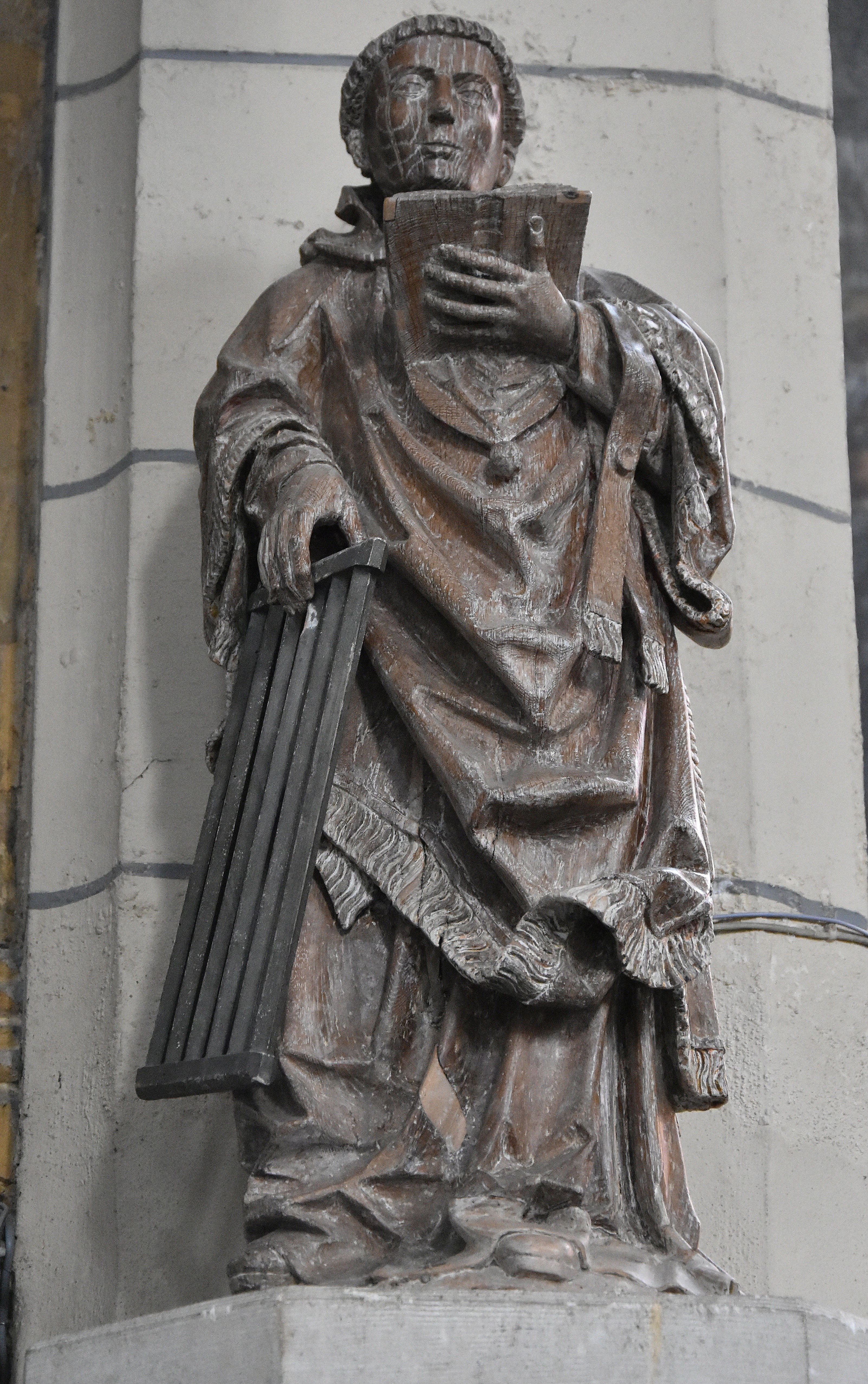
Laurentius van Rome door de Meester van Elsloo circa 1525
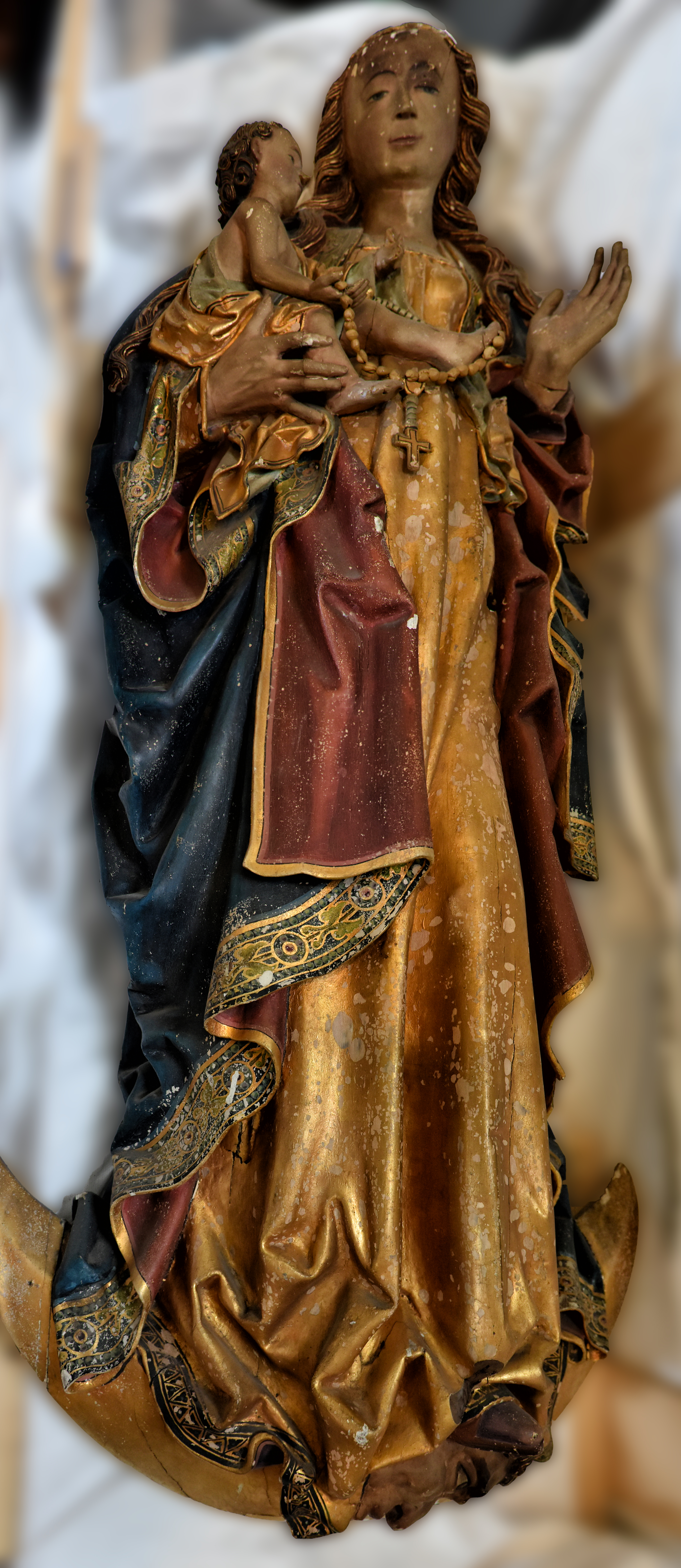
Onze-Lieve-Vrouw met Kind op de maansikkel door de Meester van Elsloo
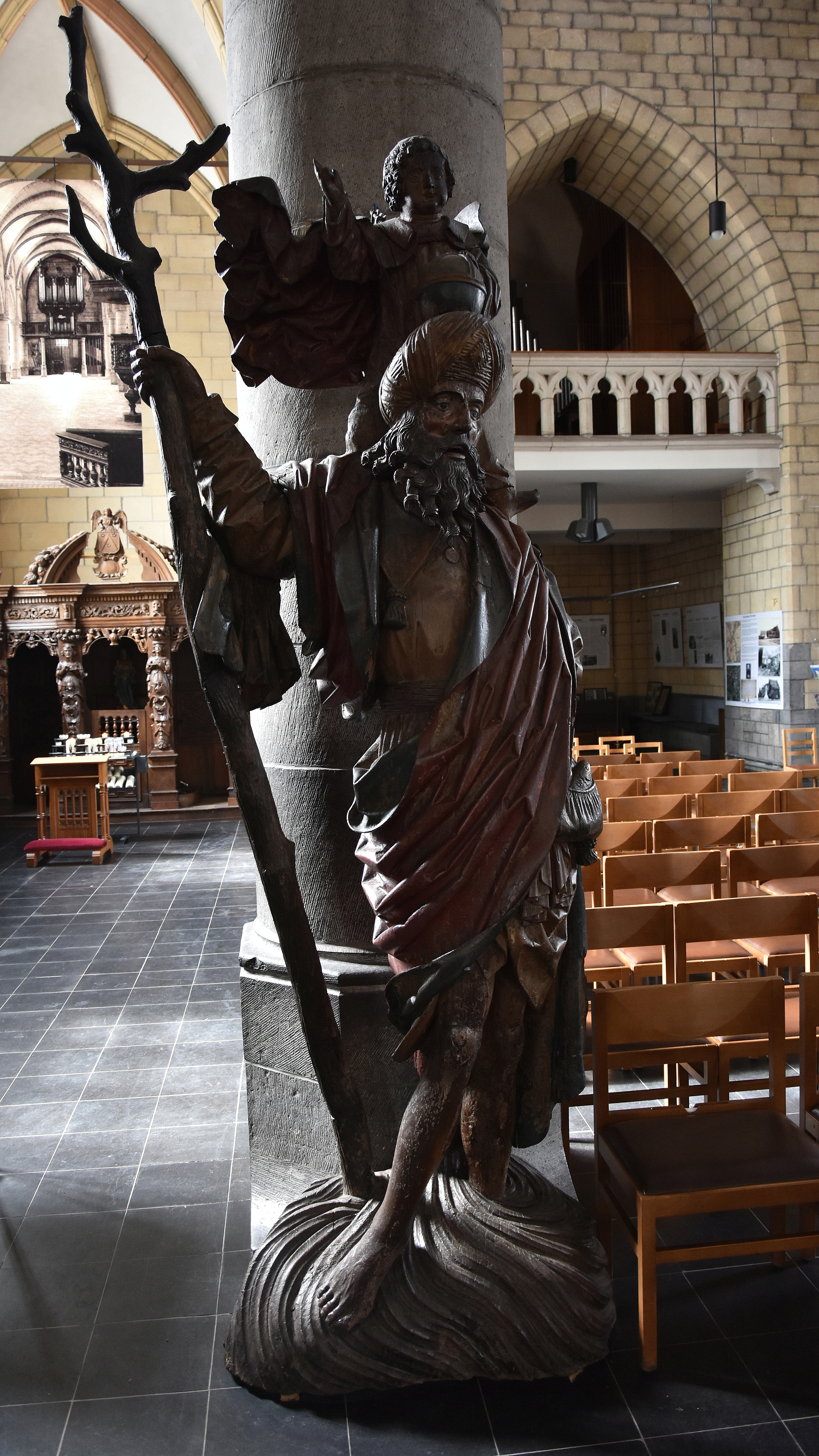
Christoffel door Jan van Steffeswert circa 1515
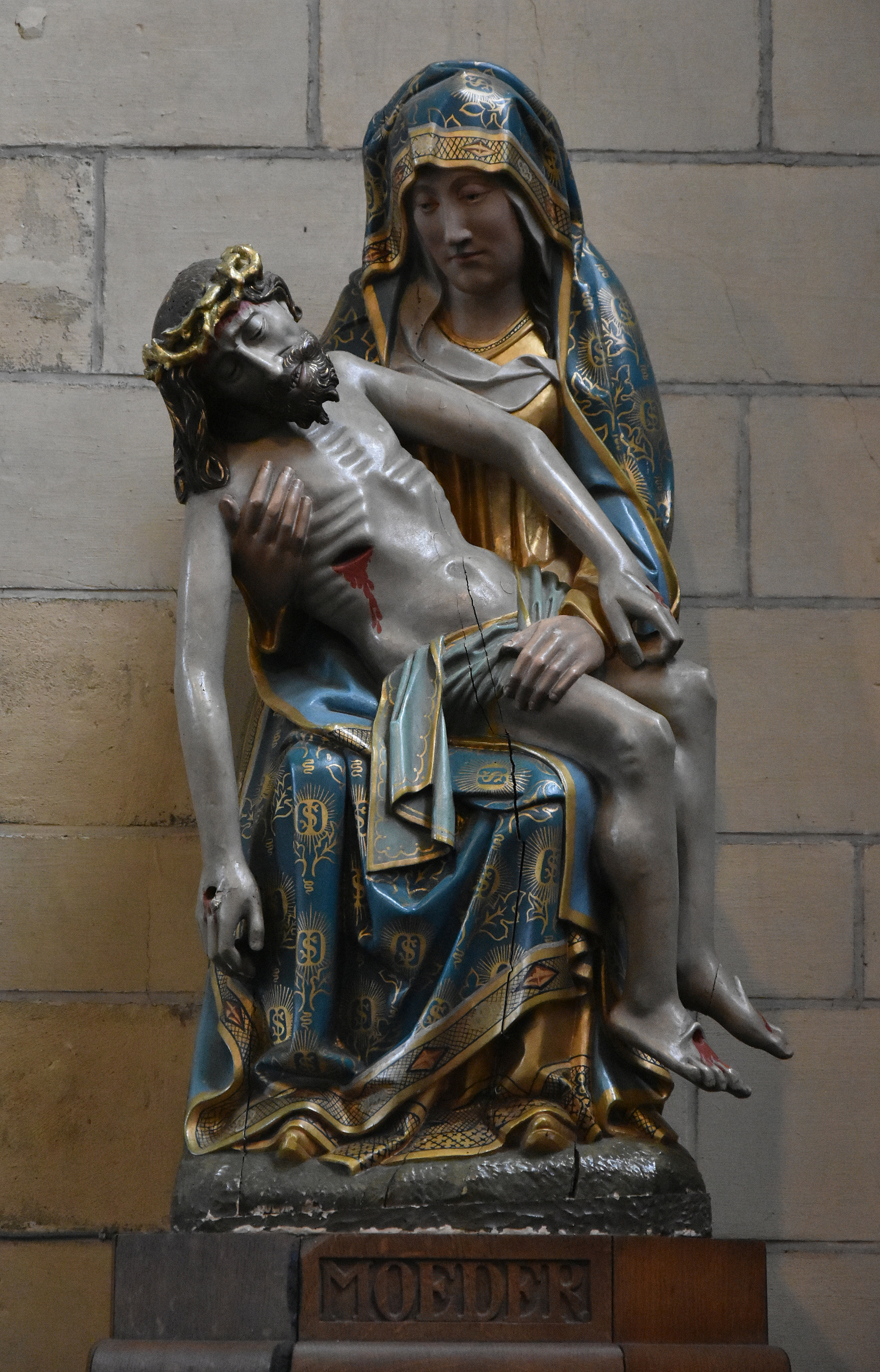
Piëta, gepolychromeerd hout, Limburg (circa 1520)
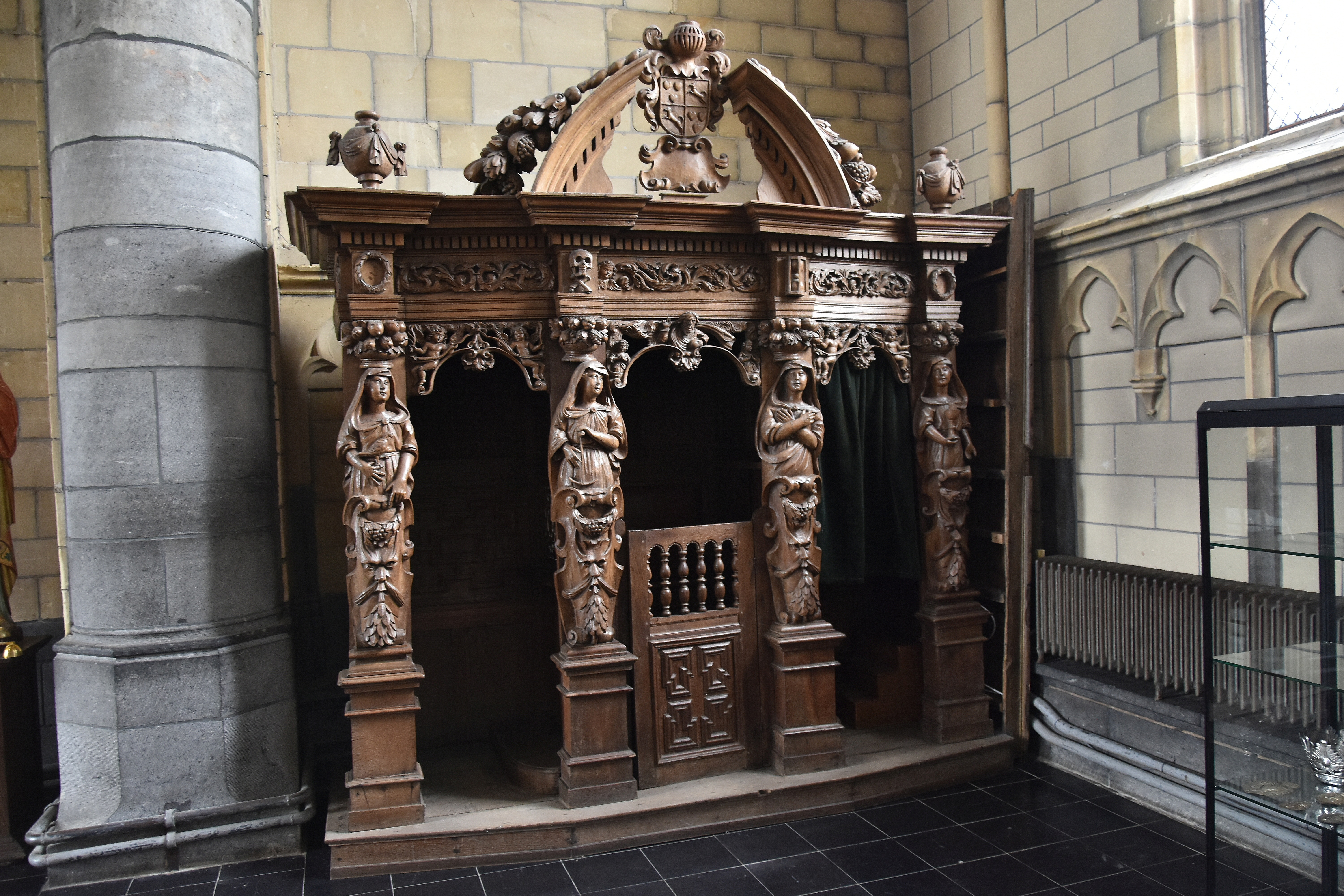
Romaanse biechtstoel